# Like Dreamers Do
Like Dreamers Do (englisch sinngemäß für: „Wie Träumer es tun“) ist ein Lied der britischen Band The Beatles, das 1995 auf ihrem Kompilationsalbum Anthology 1 veröffentlicht wurde. Komponiert wurde es von John Lennon und Paul McCartney und unter der Autorenangabe Lennon/McCartney veröffentlicht. Die Erstveröffentlichung des Liedes erfolgte von der Musikgruppe The Applejacks.

## Hintergrund
Like Dreamers Do wurde im Jahr 1957 komponiert und basiert hauptsächlich auf den musikalischen Ideen von Paul McCartney. Das Lied wurde erstmals Anfang 1958 von den Quarrymen live gespielt und in das Liverepertoire der Beatles übernommen.
Like Dreamers Do wurde von den Beatles nie für EMI aufgenommen, stattdessen boten sie das Lied der Musikgruppe The Applejacks an, die es am 5. Juni 1964 als Single veröffentlichte, die dann Platz 20 in den britischen Charts erreichte.
Paul McCartney sagte über das Lied: „Unser erstes eigenes Lied war, glaube ich, ein ziemlich mieser Sing von mir, Like Dreamers Do. Doch er war gut genug, wir probten und spielten ihn, und die Kids mochten ihn, weil sie ihn noch nie gehört hatten und weil sie ihn nur hören konnten, wenn sie zu unseren Konzerten kamen. Wenn ich zurückblicke, muss ich sagen, dass wir das ganz clever gemacht haben, wenn auch eher aus dem Gefühl heraus. Wir wurden eine Band, die anders war als die anderen.“

## Aufnahme der Beatles
Der Manager der Beatles, Brian Epstein, konnte Mike Smith, einen Assistenten in der Abteilung A&R bei Decca Records, überzeugen, am 13. Dezember 1961 ein Konzert der Beatles im Cavern Club zu besuchen. Smith war von dem Auftritt so beeindruckt, dass er für den 1. Januar 1962 um 11 Uhr Probeaufnahmen ansetzte. Die Produktionsleitung der Decca Audition hatte Mike Smith in den Decca Studios, Broadhurst Gardens (London) inne, es gab pro Lied nur einen Take, aufgenommen wurde in Mono. Overdubs wurden nicht produziert und eine Abmischung fand nicht statt. Die Beatles spielten also quasi live – innerhalb einer Stunde nahmen sie 15 Lieder auf. Neben Like Dreamers Do wurden noch die Lennon/McCartney-Kompositionen Hello Little Girl und Love of the Loved eingespielt. Anfang Februar 1962 wurden die Beatles von Decca überraschenderweise abgelehnt.
Besetzung:
- John Lennon: Rhythmusgitarre
- Paul McCartney: Bass, Gesang
- George Harrison: Leadgitarre
- Pete Best: Schlagzeug

## Veröffentlichung
Am 21. November 1995 wurde  Like Dreamers Do auf dem Kompilationsalbum Anthology 1 veröffentlicht.

## Weitere Coverversionen
- Bas Muys – Lennon & McCartney Songs (Never Issued)[3]
- The Beatnix – It’s Four You[4]
- Apple Jam – Off The Beatle Track[5]